# Compagnie pour l'étude et la réalisation de combustibles atomiques
Pour les articles homonymes, voir Cerca (homonymie).
La  Compagnie pour l'étude et la réalisation de combustibles atomiques ou    CERCA est une société anonyme de droit français, filiale à 100 % de Areva NP spécialisée dans la fabrication de combustibles nucléaires pour réacteurs de recherche active de 1957 à 2015.

## Histoire
La société est créée le 5 novembre 1957 et le premier combustible pour les réacteurs d'essai et de recherche est fabriqué la même année. La Société des Forges et Ateliers du Creusot, un des actionnaires fondateurs, renoncera à ses parts en 1965.
Des combustibles de haute densité sont développés en 1978.
En 1995, la société conclut un accord avec General Atomics à San Diego (Californie, États-Unis), le concepteur des réacteurs de recherche TRIGA (pour Training, Research, Isotope production, General Atomics), qui ont connu une importante diffusion particulièrement dans les universités. General Atomics avait exprimé son intention de cesser la fabrication du combustible sur son site de San Diego. Cerca obtient le transfert de cette fabrication sur son site de Romans avec la création d'une société, Triga International SA, dont elle détient la moitié du capital.
En 1990, la CERCA (et la SICN) usine l'uranium appauvri utilisé pour la guerre du Golfe.
En 1998, la gamme de produits des étalons d’activité, sources de références radioactives pour l'industrie, la médecine et la recherche, fabriqués par le CEA-DAMRI (aujourd’hui DETECS) est transférée au Laboratoire Étalons d’Activité (LEA) de CERCA sur le site de Pierrelatte
En 2004, le groupe Areva a conclu un accord commercial avec l'Institut de recherche de Pitești en Roumanie et l'Agence internationale de l'énergie atomique (AIEA). D'une valeur de près de 4 millions d'euros, le contrat concerne la fourniture d'éléments de combustible Triga au réacteur de recherche de Pitesti.
La société a été radée du registre du commerce le 13 mars 2015.

## Activités
Les activités de la société sont principalement autour des pôles suivants :
- la fabrication de combustibles pour les réacteurs de recherche, et de cibles pour la production de radio-isotopes sur le site nucléaire de Romans;
- La fabrication d'étalons de radioactivité et de sources pour l'industrie, la recherche et la santé sur le site de Pierrelatte;
- La fabrication d'équipements électromécaniques de haute technologie et les services associés destinés aux expériences de physique, aux applications de recherche, ainsi qu’à l’industrie nucléaire.

## Implantations
Le siège social de la société est implanté à Paris et son siège administratif à Lyon. Elle exploite une usine de production située à Romans.

## Actionnariat
La société est une filiale à 100 % de Framatome .

## Exportations
La société CERCA exporte dans de nombreux pays, couvrant 60 % du marché mondial.  25 modèles de combustibles ont ainsi été livrés dans 40 pays (Japon, Canada, États-Unis, la totalité de l’Europe, l’Australie et l’Afrique du Sud).